# Marcos Couch
Marcos José Couch (Buenos Aires, 14 de junio de 1960) es un montañista argentino, reconocido por sus logros deportivos en su país y en diversas montañas del mundo, como el monte Shisha Pangma (8045 m), en el Tíbet, o el Monte Fitz Roy, en la Patagonia. Desde el año 1987 es guía de montaña de trayectoria internacional.

## Trayectoria

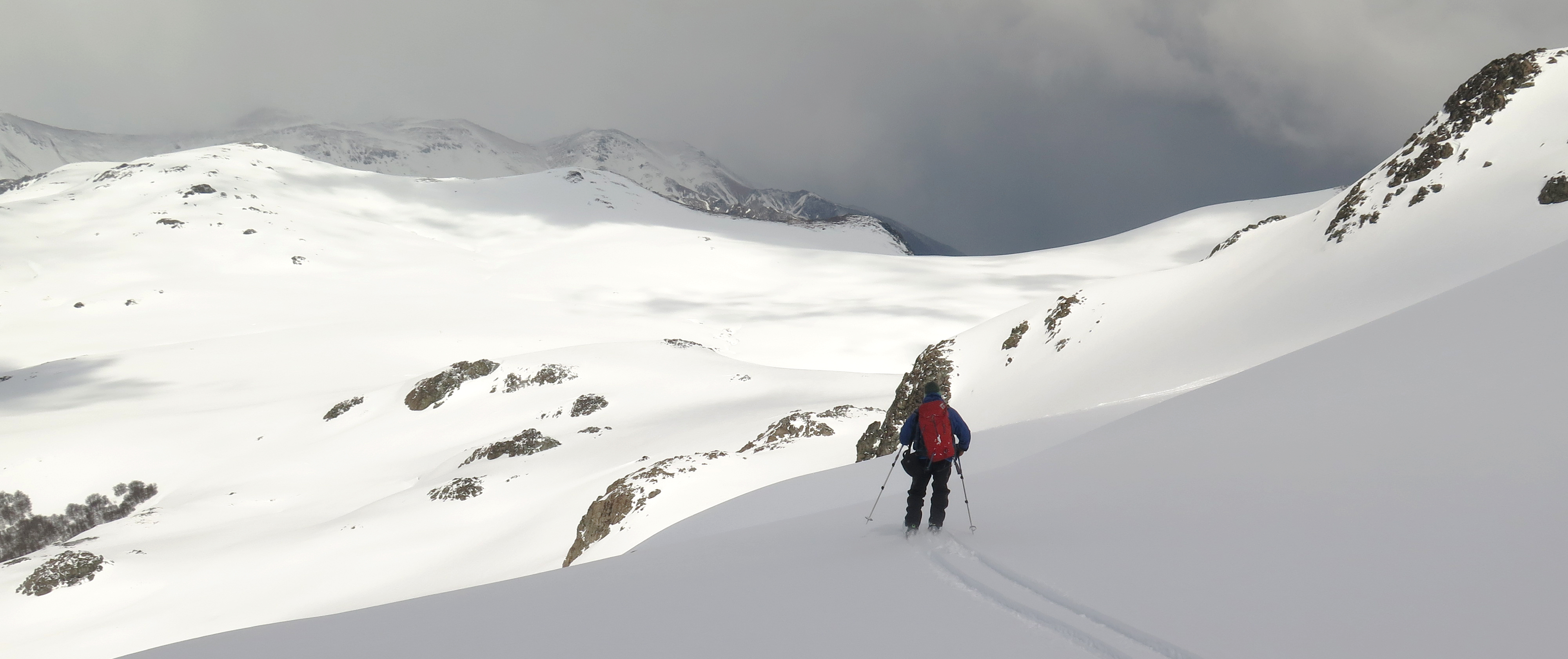
Backcountry ski

Marcos Couch es el hijo mayor del pastor estadounidense Richard Arden Couch y la doctora en teología argentina Beatriz Elena Melano. Por la actividad de sus padres en su infancia viajó reiteradas veces a los Estados Unidos, Europa y Asia. En esa época vivió en la ciudad de Buenos Aires, aunque entre los 4 y 5 años se afincó con su familia en la ciudad de Pittsburgh, Estados Unidos, entre 9 y los 10 años en la localidad de Estrasburgo, Francia, y a los 18 en Bangalore, India. Sus hermanas menores son Ana Gabriela y Johanna Ruth. 
Comenzó su actividad de montaña siendo muy joven y ya a los 18 años, llevado por Alfredo Rosasco, participó de la segunda ascensión exitosa al Cerro Moreno, en el Campo de Hielo Patagónico Sur. 
Estudió Filosofía en la Universidad del Salvador en Buenos Aires y actuación en Conservatorio Nacional de Arte Dramático (actual UNA). Pero dedica su vida profesional a su tercera carrera, Guía de Alta Montaña, título otorgado por la Asociación Argentina de Guías de Montaña, actualizado en el año 2013 por la UIAGM (Union Internationale des Associations de Guides de Montagnes).  
Por sus conocimientos de los idiomas francés,italiano e inglés, ha trabajado para agencias de viajes de montaña de Francia, Bélgica, Estados Unidos, Reino Unido, Australia y Canadá. 
En el año 2004 se mudó a la ciudad de Bariloche, donde practica esquí alpino, esquí de travesía, windsurf, kayakismo, escalada y senderismo. 
Desde siempre es un aficionado a la fotografía, lo que lo ha llevado a presentar sus trabajos en diversas publicaciones y a realizar muestras en las ciudades de Bariloche y Buenos Aires. Desde el año 2020 es profesor de Historia del Montañismo y de Ética y Deontología Profesional en el Instituto Argentino de Guías de Montaña

## Actividad deportiva y profesional

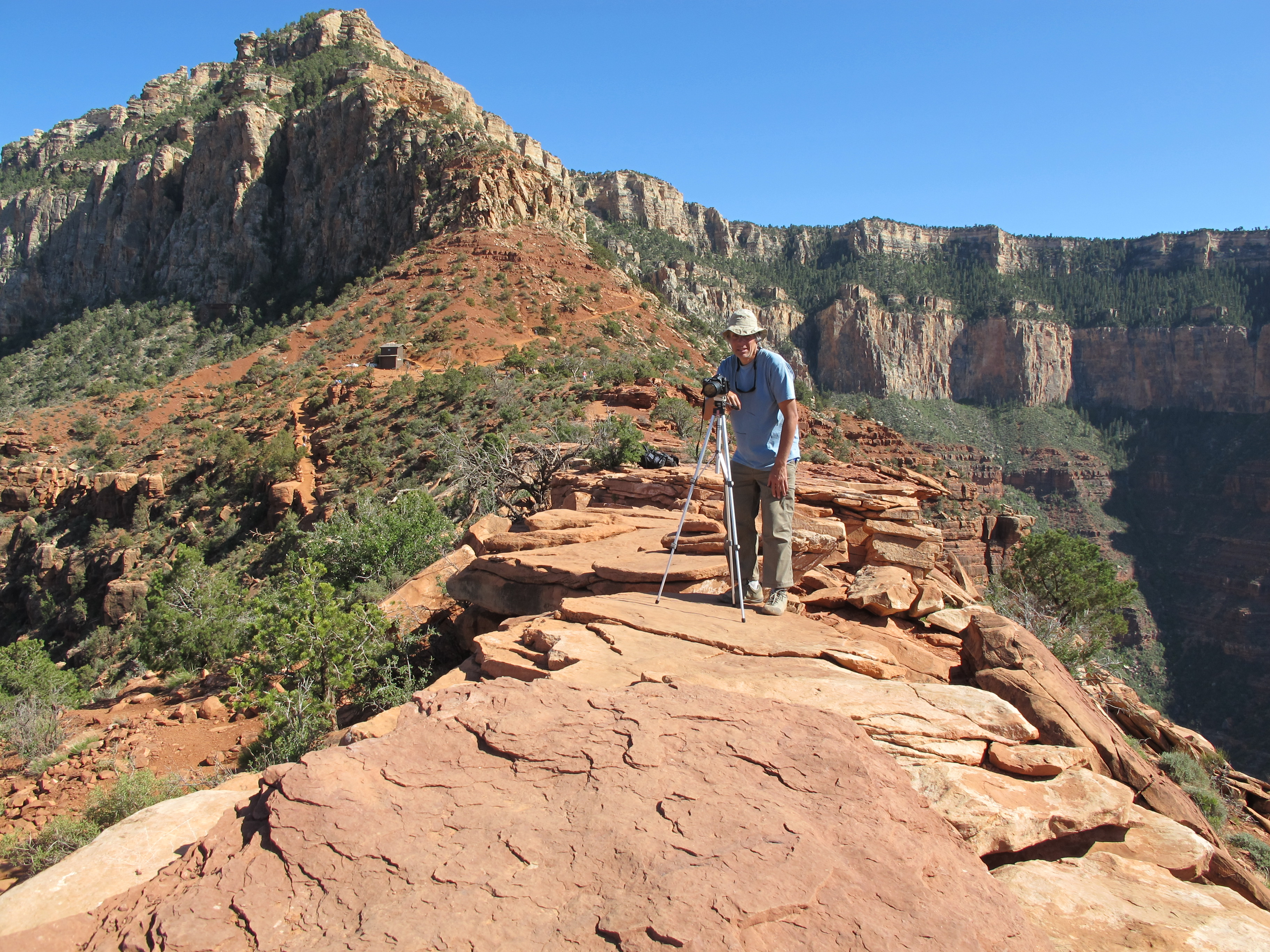
Marcos Couch realizando una toma en el Gran Cañón del Colorado

- 1978: 2.ª ascensión al Cerro Moreno, Campo de Hielo Patagónico Sur.
- 1979: Curso de escalada en hielo Cerro Tronador, frontera Argentina-Chile.
- 1980: Descenso en kayak del río Huallaga, 500 km. Amazonía Peruana.
- 1980: Intento al Cerro Illimani, 6500 metros en Bolivia.
- 1981: Intento al Monte Fitz Roy, límite Argentina-Chile, Patagonia.
- 1982: Descenso en bote neumático de los Andes al Atlántico, río Santa Cruz, Patagonia argentina.
- 1982: Escaladas en roca, Catedral, Patagonia.
- 1983: Escaladas invernales Agujas Catedral, Bariloche y Sierra de Gigantes, Córdoba.
- 1984: Nueva ruta Monte Fitz Roy, espolón Sudeste, Patagonia. Llamada Ruta Argentina.[3]
- 1984: Travesías con skies Catedral (Argentina) y Tronador (Argentina-Chile).
- 1985: Ruta Shield, El Capitán, Yosemite, California, Estados Unidos.
- 1986: Travesía Campo de Hielo Patagónico Sur, intento Cerro Torre.
- 1987: Curso de Esquí de Travesía organizado por la Federation Francaise de la Montagne y el Club Andino Bariloche.
- 1987: Comienzo de actividades como Guía de montaña (agencia Allibert, Francia) Aconcagua, Argentina. Huascarán, 6800 metros, Ausangate 6400 metros, Chachani 6050 metros Perú. Volcán Cotopaxi, Ecuador y guiadas en India, Nepal y China.
- 1988: Nueva ruta Cerro Catedral, cara oeste, vía del Orco, Provincia de Río Negro, cerca de Bariloche.
- 1989: Triatlón de Mar del Plata.
- 1990: 4.ª ascensión al Monte San Valentín, Campo de Hielo Patagónico Norte, Chile como guía en conjunto con el grupo Accor, Francia.
- 1991: Director curso de hielo, Cerro Tronador.
- 1992: Travesía Norte-Sur, Campo de Hielo Patagónico Sur.
- 1993: Cumbre en el Cerro Shisha Pangma (8045 metros.) Himalaya, primera expedición exitosa argentina.[4]
- 1993: Nombramiento como Presidente del Centro Andino Buenos Aires.
- 1997: Expedición al Campo de Hielo Patagónico Sur.
- 1997: Ascensión número 13 del Monte San Lorenzo, límite entre Argentina y Chile, 3770 metros con todos los clientes en la cumbre.
- 1997: Maratón de Nueva York.
- 1997: Coproductor de un vídeo profesional de montaña en el Campo de Hielo Patagónico Sur, América TV.
- 1987-2000: 5 ascensiones al Cerro Aconcagua 6961 metros.
- 1999: Cerro Capitán, California, ruta Mezcalito.
- 2003: Ascenso al monte Kilimanjaro, Tanzania.
- 2004-2011: Diversos ascensos a los volcanes Llaima, Villarica, Osorno, Lanín, Puyehue, Casablanca en el sur de Chile y el Tronador en la frontera de Argentina y Chile.
- 2012: Descenso en kayak del río Santa Cruz, Argentina.[5]
- 2014: Filma para Faut pas rêver (France 3) de la televisión francesa, un programa conmemorando los 30 años del ascenso al monte Fitz Roy.
- 2015: Ascenso a los cerros Pisco y Chopicalqui, Cordillera Blanca, y vuelta a la Cordillera Huayhuash, Perú.
- 2021: Comienza su actividad como profesor de Historia del Montañismo y de Ética y Deontología Profesional para la foramción de Guías de Montaña en el[6] Instituto Superior de Guías de Montaña de la AAGM